# تنگلمان
تنگلمان (انگلیسی: Tengelmann) شرکت هلدینگ خرده‌فروشی آلمانی است، که در سال ۱۸۶۷ تأسیس شد.